# Risa Kume
Risa Kume 久米里紗 (Kuma Rise?) (Bangkok, 14 luglio 1984) è una modella giapponese, incoronata trentasettesima Miss Giappone nel 2005.
Nata in Thailandia, ma cresciuta a Kakegawa, La Kume è stata eletta all'età di ventuno anni ed al momento dell'incoronazione era una studentessa di arte presso l'università di Shizuoka.